# نجد الخديري (ردفان)

تعديل مصدري - تعديل

نجد الخديري هي إحدى قرى عزلة الحبيلين بمديرية ردفان التابعة لمحافظة لحج، بلغ تعداد سكانها 111 نسمة حسب تعداد اليمن لعام 2004.